# Josef Grohé

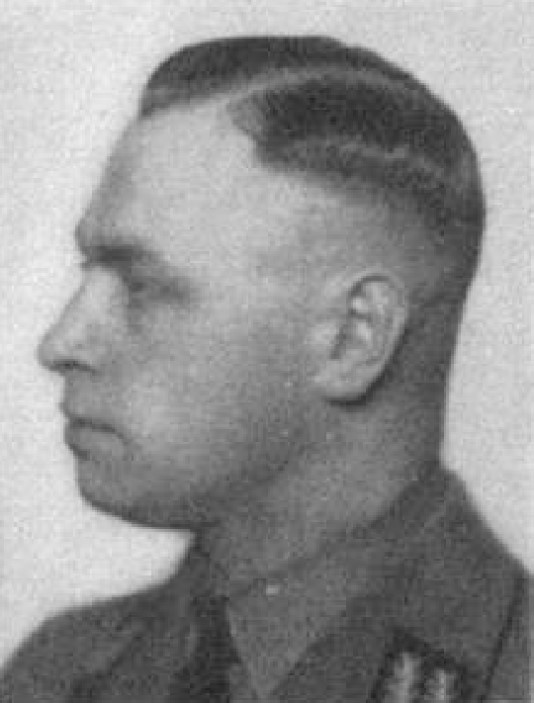
Josef Grohé (ca. 1938)

Josef Grohé (* 6. November 1902 in Gemünden (Hunsrück); † 27. Dezember 1987 in Köln-Brück) war Gauleiter des Gaues Köln-Aachen der NSDAP und, obwohl ohne staatliche Funktionen, der eigentliche Machthaber in diesem Gebiet.

## Leben
Josef Grohé wuchs als neuntes von zwölf Kindern als Sohn eines Kleinbauern und Betreibers einer Gemischtwarenhandlung in Gemünden im Kreis Simmern (Hunsrück) auf. Er besuchte die Volksschule in seinem Heimatort. Neben der Schule half er im elterlichen Geschäft und in der Landwirtschaft mit. Nach dem Schulbesuch wurde er kaufmännischer Angestellter in der Eisenwarenbranche in Köln. Schon als Heranwachsender betätigte er sich in antidemokratischen und rassistischen Organisationen – so trat er 1921 dem antisemitischen Deutschvölkischen Schutz- und Trutzbund (DVSTB) bei. Im August 1921 wechselte er mit einigen anderen Mitgliedern des DVSTB zur NSDAP. Grohé war Mitbegründer der NSDAP-Ortsgruppe Köln, die am 3. Februar 1922 von der Münchner Parteileitung anerkannt wurde.
Während des „Ruhrkampfes“ ließ Grohé sich 1923 von einem Reichswehroffizier zum „aktiven Widerstand“ gegen die alliierte Besatzungsmacht anwerben und war an der Sprengung eines für Frankreich bestimmten Kohlenzuges zwischen Bedburg und Elsdorf beteiligt. Er musste daraufhin nach München fliehen, wo er erstmals mit Hitler zusammentraf. Da seine Mittäterschaft nicht aufgedeckt wurde, konnte er bald wieder nach Köln zurückkehren.
Nach dem Verbot der NSDAP infolge des Hitlerputsches vom 9. November 1923 beteiligte Grohé sich im Januar 1924 an der Gründung einer neuen völkischen Partei, die am 1. März 1925 in die wieder zugelassene NSDAP überführt wurde (Mitgliedsnummer 13.340). Er wurde Gaugeschäftsführer des NS-Gaues Rheinland-Süd unter dem damaligen Gauleiter und späteren Leiter der Deutschen Arbeitsfront Robert Ley. Das Gespann Ley-Grohé war im Rheinland für seine Provokationen und seine Aggressivität berüchtigt. So zog am 13. März 1927 ein SA-Trupp, antisemitische Lieder singend, an der Synagoge in der Kölner Roonstraße vorbei. Außerdem war er bis 1931 Chefredakteur des am 10. Mai 1925 gegründeten Westdeutschen Beobachters. Die Zeitung machte immer wieder durch wüste antisemitische Hetzartikel im Stürmer-Stil von sich reden. Mehrfach musste er sich daher vor Gericht verantworten. Im Frühjahr 1928 wurde er zu einer mehrwöchigen Haftstrafe verurteilt. 

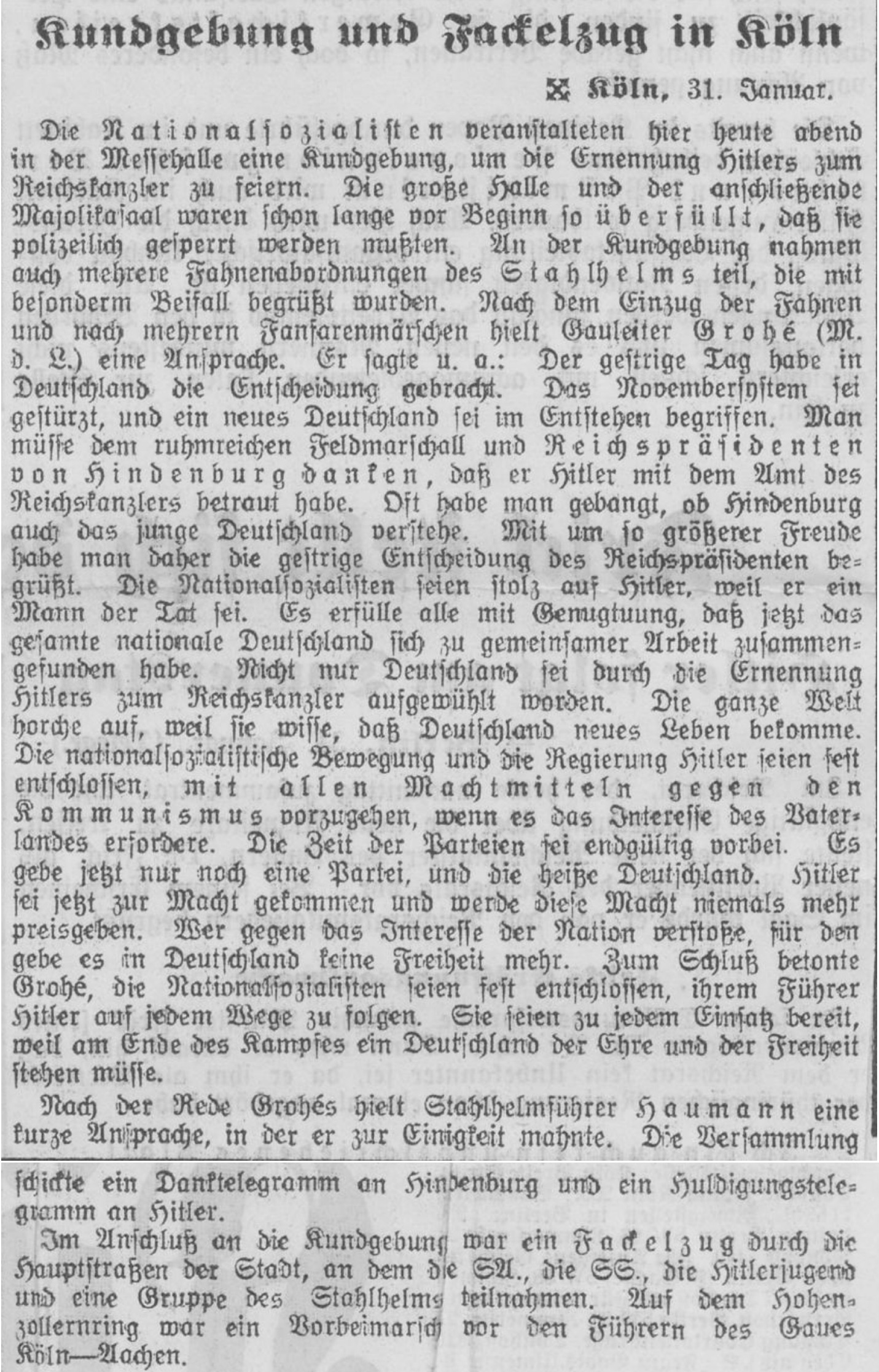
Grohés euphorischer Auftritt am 31. Januar 1933 in der Kölner Messe

1929 wurde Grohé in den Kölner Stadtrat gewählt und übernahm die Fraktionsführung der NSDAP. Nach Teilung des Gaues Rheinland-Süd 1931 wurde er Gauleiter von Köln-Aachen. Er verdiente damals monatlich 1450 Mark (Kaufkraft heute 6700 €) und fuhr einen von der Partei finanzierten Dienstwagen. Kurzzeitig, von 1932 bis 1933, gehörte er dem Landtag von Preußen an, anschließend ab November 1933 dem Reichstag. Während der NS-Zeit war er der eigentliche Machthaber in Köln und Umgebung und mitverantwortlich für die Verfolgung politischer Gegner, Unterdrückung der Kirchen und vor allem an der Entrechtung der Juden und zumindest Mitwisser des Holocausts.
1939 wurde er zum NSKK-Obergruppenführer befördert. Am 30. Januar 1941 erhielt er das Kriegsverdienstkreuz (KVK) I. Klasse ohne Schwerter, am 2. Juli 1942 aufgrund seiner Tätigkeiten zur Versorgung der Zivilbevölkerung seines Gaues das Kriegsverdienstkreuz (KVK) I. Klasse mit Schwertern.
Wegen der Unzufriedenheit der nationalsozialistischen Führung mit dem „schlappen“ General von Falkenhausen wurde Grohé am 18. Juli 1944 zusätzlich zum Reichskommissar für die besetzten Gebiete in Belgien und Nordfrankreich ernannt, um dort mehr Menschen und Material für die Kriegswirtschaft herauszuholen. Da Brüssel jedoch bereits am 3. September 1944 von den Alliierten befreit wurde, konnte er in diesem Amt kaum mehr tätig werden.
Obwohl Grohé Anfang 1945 zum Kampf gegen die anrückenden US-Truppen aufrief, setzte er sich am 5. März mit einem Motorboot aus dem linksrheinischen Köln ab und wohnte an verschiedenen Orten im noch nicht besetzten Bergischen Land. Hierzu vermerkte Goebbels in seinem Tagebuch am 4. April: „Grohé hat trotz pompösester Ankündigungen seinen Gau nicht verteidigt. Er hat ihn verlassen, bevor die Zivilbevölkerung abgeführt war, und will sich jetzt als großer Held aufspielen ... Die Bevölkerung glaubte erwarten zu können, daß unsere Gauleiter in ihrem Gau kämpfen und, wenn nötig, in ihm fallen. Das ist in keinem Falle der Fall gewesen. Infolgedessen hat die Partei im Westen ziemlich ausgespielt.“

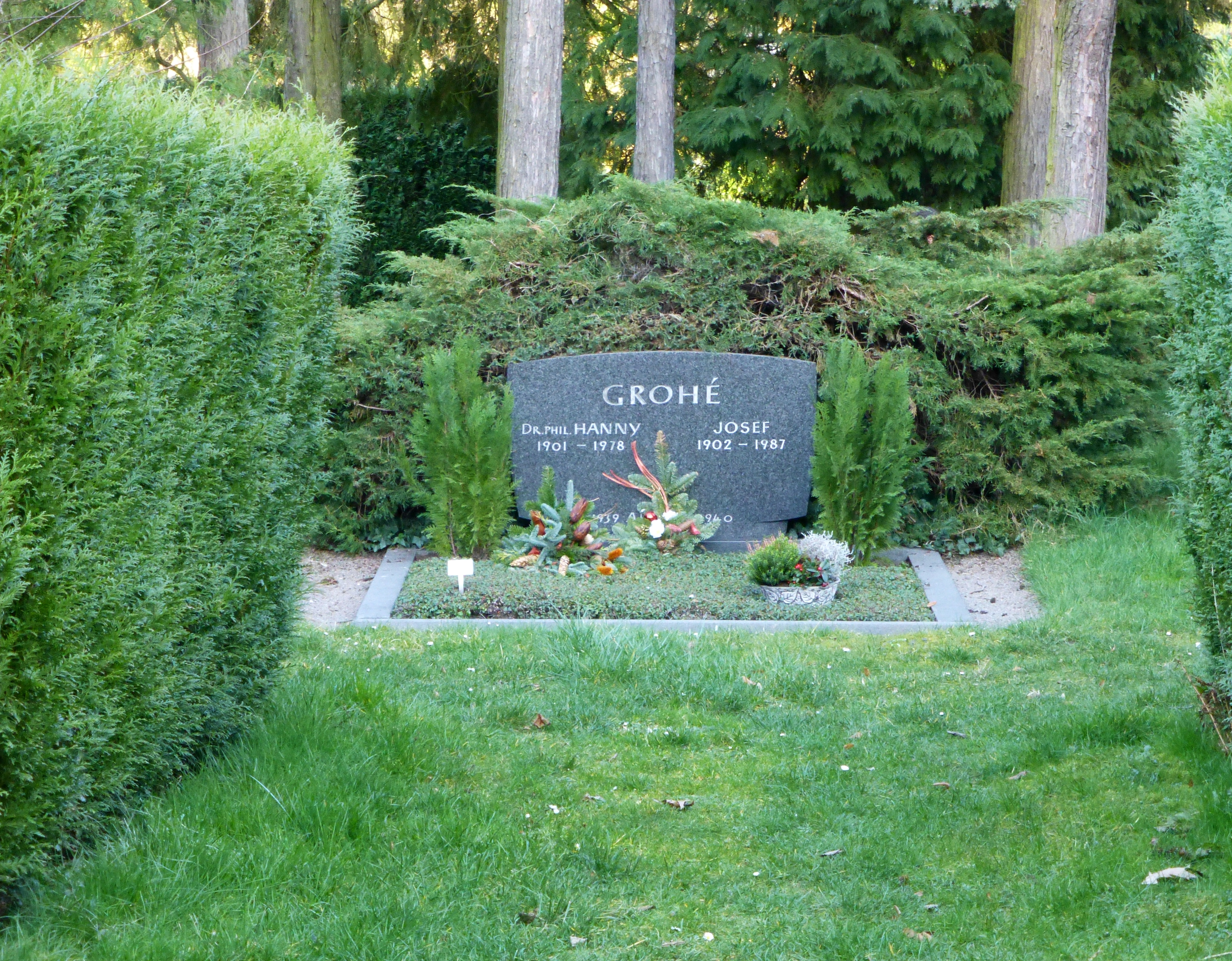
Ehemalige Grabstätte der Eheleute Grohé auf dem Melaten-Friedhof

Nach Kriegsende versteckte er sich zeitweise als Landarbeiter „Otto Gruber“ im hessischen Holzhausen und ein Jahr später im benachbarten Stormbruch, wo ihn die Briten am 21. August 1946 verhafteten. Er wurde zunächst in Belgien interniert und 1949 an Deutschland ausgeliefert. Wegen „kenntnisbelastender Zugehörigkeit zum Führerkorps der NSDAP“ wurde er am 18. September 1950 in Bielefeld zu 4½ Jahren Haft verurteilt, die mit der Internierung als verbüßt galten. Der Rest der Haftzeit wurde auf Bewährung ausgesetzt, nachdem der nordrhein-westfälische Ministerpräsident Karl Arnold einem Gnadengesuch stattgegeben hatte, dem sich auch der Kölner Kardinal Joseph Frings anschloss.
Anschließend arbeitete er in Köln in der Spielwarenbranche. Nach Angaben des britischen Geheimdienstes hatte er 1953 Kontakte zum ehemaligen NS-Staatssekretär Werner Naumann, der mit dem Naumann-Kreis die nordrhein-westfälische FDP unterwandern wollte.
Grohé wohnte zuletzt viele Jahre in Köln-Brück und erhielt als ehemaliger Staatsbeamter von der Bundesrepublik seine vollen Altersbezüge. Er gehörte zu den engagierten Nationalsozialisten, die die Partei mit aufgebaut hatten und dem Regime bis unmittelbar vor dem Zusammenbruch treu blieben. Auch bis zu seinem Lebensende blieb er Anhänger der NS-Ideologie und zeigte keinerlei Reue.
Seine Grabstätte befand sich auf dem Kölner Melaten-Friedhof (Flur 11 in F).